# Sokrates mainomenos oder die Dialogen des Diogenes von Sinope
Sokrates mainomenos oder die Dialogen des Diogenes von Sinope. Aus einer alten Handschrift ist ein Roman von Christoph Martin Wieland. Er erschien 1770 im Verlag Weidmanns Erben und Reich in Leipzig. In Wielands Ausgabe letzter Hand erschien er 1795 unter dem Titel Nachlass des Diogenes von Sinope. Gedanken über eine alte Aufschrift.

## Vorrede
In einer Vorrede wird eine Herausgeberfiktion konstruiert: Der Ich-Erzähler berichtet davon, in einer alten Klosterbibliothek auf den Nachlass des Diogenes von Sinope gestoßen zu sein, und zwar auf eine lateinische Übersetzung der arabischen Übersetzung des griechischen Originals, die er wiederum ins Deutsche übersetzt habe. Er wolle damit das negative Bild, das viele von Diogenes haben, korrigieren.

## Inhalt
In einzelnen Episoden, die teils in Dialogform wiedergegeben werden, schildert Diogenes Begegnungen mit Mitmenschen. Ungeachtet seines sonderbaren Verhaltens erscheint er immer wieder als vernünftiger, menschenfreundlicher und vor allem genügsamer Mensch. In ironischem Ton deckt er die Schwächen seiner Mitmenschen auf.